# III Giochi dei piccoli stati d'Europa
I III Giochi dei piccoli stati d'Europa si svolsero a Cipro dal 17 al 20 maggio 1989.

## Storia
Dopo il risultato dell'edizione del 1987, Cipro dominò l'edizione casalinga conquistando 26 medaglie d'oro e spodestando per la prima volta l'Islanda dal primo posto del medagliere. 
La gran parte degli eventi, comprese le cerimonie di apertura e di chiusura, si tenne allo Stadio Makarios. Gli eventi indoor si tennero invece nella Lefkotheo Indoor Arena.
L'edizione ebbe un notevole successo e contribuì a far conoscere meglio la manifestazione.

## I Giochi

### Paesi partecipanti
- Andorra
- Cipro
- Islanda
- Liechtenstein
- Lussemburgo
- Malta
- Monaco
- San Marino

### Sport
I Giochi coinvolsero discipline sportive nei seguenti 8 sport:
- Atletica leggera
- Ciclismo
- Judo
- Nuoto
- Pallacanestro
- Pallavolo
- Tennis
- Tiro